# Euclid (Ohio)
Euclid is een plaats (city) in de Amerikaanse staat Ohio, en valt bestuurlijk gezien onder Cuyahoga County.

## Demografie
Bij de volkstelling in 2000 werd het aantal inwoners vastgesteld op 52.717.
In 2006 is het aantal inwoners door het United States Census Bureau geschat op 48.717, een daling van 4000 (-7.6%).

## Geografie
Volgens het United States Census Bureau beslaat de plaats een oppervlakte van
29,9 km², waarvan 27,7 km² land en 2,2 km² water.

## Plaatsen in de nabije omgeving
De onderstaande figuur toont nabijgelegen plaatsen in een straal van 8 km rond Euclid.

## Geboren
- Charles F. Brush (1849-1929), uitvinder, ondernemer en filantroop
- Sunita Williams (1965), astronaute